# Erwin W. Spahn
Erwin Wendelin Spahn (* 15. Jänner 1898 in Wien; † 3. Juni 1941 im KZ Dachau) war ein österreichischer Schriftsteller und Librettist.

## Leben
Spahn wurde als Erwin Grünspan in Wien geboren, wohnte bis 1938 in Wien 2, Obere Donaustraße 59 und arbeitete dort als Schriftsteller und Librettist, u. a. für Hermann Leopoldi und Ernst Arnold; er schrieb weit über hundert Texte für Komponisten wie Edmund Eysler, Willy Engel-Berger, Leopold Kraus-Elka und andere; ein Großteil davon waren Wienerlieder.
Spahns Texte sprachen sowohl den Intellekt als auch das Gefühl der Hörer an. Seine in Zusammenarbeit mit Hermann Leopoldi entstandenen Lieder weisen deutliche Zeitbezüge auf, wie das ironische Ich bin ein unverbesserlicher Optimist (1929, Co-Autor ist Robert Katscher) und das lokalpatriotische Ich bleib' in Wien (1932). Ausgerechnet im Milieu der studentischen Verbindungen, die die heftigsten Vertreter des rassistischen Antisemitismus waren, ist das sentimental – erinnerungsselige Lied auf Das Töchterlein vom Herr'n Pedell (1929) angesiedelt; später dann werden die Couplets nachdenklicher: Für 32 Groschen … (1933), aus dem Weltekel und Sehnsucht nach Harmonie sprechen; das nach 1934 entstandene Walzerlied Landsleit’, in dem die Zuhörer aufgefordert werden, nicht mehr zu „politisier’n“, sondern friedlich zu bleiben, bis hin zu dem bitteren Bekenntnis am Ende des Bürgerkrieges Arm, arm sind wir jetzt von 1935.
Anders die Lieder mit Ernst Arnold, deren Spektrum von der Alt-Wiener Idylle (Der Herr von Schubert, 1927), dem Rührlied auf die Hundetreue (1927) und das Mutterherz (1928), über Loblieder auf Berühmtheiten wie den populären Schauspieler und Sänger Alexander Girardi (Unser Xand’l, 1927) oder den Komponisten Ludwig van Beethoven (1927), bis zur Exotik (Blume des Ostens. Chinesischer Blues, 1927) reicht. Auf literarische Vorbilder deuten Turandot und Die Frau, nach der man sich sehnt, beide 1927, nach Übersee die Tanzlieder im Blues-Tempo Paß auf (1926) und Oh Miss Maud (1929). Das Hundethema greift auch das Foxtrot-Couplet Was hat der Bonzo wieder angestellt (1929) wieder auf, diesmal jedoch von der heiteren Seite. Anregung wird wohl jener Comic-Hund gleichen Namens gewesen sein, den der Engländer George E. Studdy erfunden hat.
Für Willy Engel-Berger und andere Komponisten verfasste er Schlagertexte. Sie werden durch die Darbietung von namhaften Tanzkapellen in Österreich wie in Deutschland rasch populär. Dazu tragen auch die Grammophonplatte und später noch der Rundfunk ihr Teil bei.
Spahn arbeitete auch für Tonfilm und Revue. Er schrieb Schlagertexte zu Die große Sehnsucht (Deutschland 1930, Regie: Stefan Szekély, Musik: Joe Alex) und zu der Wiener Revue Achtung Kurve! (1930, Musik: Willy Engel-Berger).
Spahns Texte wurden von ersten Künstlern Österreichs interpretiert: außer von Hermann Leopoldi und Ernst Arnold auch von Fritz Imhoff, Jacques Rotter, Walter Simlinger und Ernst Davis. Im „Reich“ wurden sie u. a. von Alice Hechy, Max Mensing und Leo Monosson vorgetragen.
Erwin Grünspan, der sich mit Künstlernamen Erwin Wendelin Spahn nannte, war jüdischer Abstammung. Nach dem Anschluss Österreichs durch die Nationalsozialisten im Jahr 1938 wurde Spahn nach Sachsenhausen deportiert, von dort ins KZ Dachau, wo er verstarb.

## Werke
Texte für Hermann Leopoldi
- Arm, arm, arm sind wir jetzt!…
- Camilla (mit Hans Weidt)
- Da pfeif ich mir ein Liedel!
- Das große Wunder, das man „Liebe“ nennt
- Das Töchterlein vom Herrn Pedell
- Deine Augen sind Magnete
- Ein Loblied auf die Schwiegermama
- Ein Walzer aus Wien und ein Mädel aus Wien
- Ich bin ein unverbesserlicher Optimist (mit R. Katscher)
- Ich bleib in Wien
- Landsleut!
- Macht Platz für die Jugend
- Mein Schatz ist ein Matrose
- Müller Marianne (mit Alfred Möller)
- Österreichische Fremdenverkehrswerbung (mit Theodor Waldau)
- Temperenzler-Fox

Texte für Ernst Arnold
(alle im Verlag Blaha; das angegebene Datum ist das der Werkeanmeldung)
- Abschiedslied (Laß noch einmal dir in die Augen schau'n), op. 243, Lied (mit E. Arnold), 3. Januar 1929, Druckausgabe: Gesang/Klavier
- An's trink ma no!, op. 359, Wienerlied (mit Fritz Gerold), 18. April 1935, Druckausgabe: Gesang/Klavier
- Auf der Türkenschanze ist es Mai…! (Ein Wienerlied aus vergangenen Tagen), op. 190, Wienerlied, 24. November 1926, Druckausgabe: Gesang/Klavier
- Blume des Ostens, op. 245, Chinesischer Blues, 3. Januar 1929, Druckausgabe: Gesang/Klavier
- Die Frau nach der man sich sehnt, op. 227, Tango, 30. August 1928, Verlag Blaha
- Ein Beethoven Lied (Da schwiegen die lästernden Zungen), op. 203, Lied, 20. Februar 1927, Druckausgabe: Gesang/Klavier
- Das ist der Herr von Schubert (Eine Altwiener Walzeridylle), op. 191, Lied, 24. November 1926, Druckausgabe: Gesang/Klavier
- Heut’ versauf’ i’ meiner Alten ihr Wirtschaftsgeld, op. 331, Wienerlied (mit E. Arnold), 8. Juni 1934, Druckausgabe: Gesang/Gitarre (VA)
- I' waß an Wein, op. 228, Wienerlied (mit Erwin Wendelin), 30. August 1928, Druckausgabe: Gesang/Klavier
- Immer kann nicht Frühling sein, op. 214, Bostonlied, Datum der Werkeanmeldung: 12. Dezember 1927, Druckausgabe: Gesang/Klavier
- Lass´ die Leute reden, op. 242, Lied (mit Erwin Wendelin), 3. Januar 1929, Druckausgabe: Gesang/Klavier
- Das Lied von der Hundetreue (Ein treues Herz, ein treuer Blick), op. 206, Lied (mit Erwin Wendelin), 27. Mai 1927, Druckausgabe: Gesang/Klavier
- Man geht aneinander vorüber, op. 209, Lied, 12. Dezember 1927, Druckausgabe: Gesang/Klavier
- Mutterherz, op. 230, Lied (mit E. Arnold),[18] 30. August 1928, Druckausgabe: Gesang/Klavier
- O Miss Maud, op. 250, Blues, 30. Juni 1929, Druckausgabe: Gesang/Klavier
- Pass' auf!, op. 197, Lied und Blues, 24. November 1926, Druckausgabe: Gesang/Klavier
- So kann das nicht weiter geh´n (Da muß was g´scheh´n), op. 244, Couplet, 3. Januar 1929, Druckausgabe: Gesang/Klavier
- Turandot, op. 199, Lied, 20. Februar 1927, Druckausgabe: Gesang/Klavier
- Unser Xandl – der Girardi, op. 205, Lied, 20. Februar 1927, Druckausgabe: Gesang/Klavier
- Was hat der Bonzo wieder angestellt? (Eine philosophische Hundebetrachtung), op. 240, Lied (mit E. Arnold), 3. Januar 1929, Druckausgabe: Gesang/Klavier
- Was weißt du!, op. 200, Bostonlied, 24. November 1926, Druckausgabe: Gesang/Klavier
- Der Wein, nur der Wein!, op. 152, Wiener Bostonlied, 2. September 1925, Druckausgabe: Gesang/Klavier

Texte für Willy Engel-Berger
- Ich kauf mir ein Auto (mit Willy Engel-Berger) : Wien, Scala, ca. 1930, folio, 3 pp, farb. ill. Obrosch., Noten u. Text.
- Du hast so blaue Augen, wie die blaue Adria. Foxtrott (mit Willy Engel-Berger)[20]
- Warum so allein, schöne Frau? Slowfox aus der Revue Achtung Kurve! (mit Willy Engel-Berger)[21]
- Träume kleines Mädel, träume…! Lied und Tango aus der Wiener Revue Achtung Kurve! Tango für Gesang und Klavier, zweihändig von Willy Engel-Berger; in: Wiener Monatshefte für Musik – Zeitschrift für Musik, Musikliteratur, Theater und Konzert; Ausgabe U – 2. Jahrgang; 1. Heft. Julius Töpfner, Wien, 1930
- Grüß mir meinen Schatz am Rhein! Rhumba / Musik von Willy Engel-Berger und Will Meisel, Text von Erwin W. Spahn.[22]

## Tondokumente (Auswahl)
Revue und Tonfilm
- Warum so allein, schöne Frau? Slowfox aus der Revue Achtung Kurve! (Willy Engel-Berger, Text: Erwin W.Spahn). Saxophon-Orchester ,Dobbri’ mit Gesang: Max Mensing. Beka B.6914-II (mx. 38 117), aufgen. im Jänner 1930[23]
- Das Mädel hat Sex Appeal (Espanjade). Paso Doble aus dem Tonfilm Die große Sehnsucht (Musik von Joe Alex. Text von Karl Brüll und Erwin W. Spahn. Arrangement: Nico Dostal)

Marek Weber und sein Orchester, Refraingesang: Leo Monosson [als ‚Leo Moll‘] Electrola E.G.2075 (mx. 60-1218)
Zusammenarbeit mit Ernst Arnold
- Hundetreue. Lied (Ernst Arnold – Text: E. W. Spahn) Ernst Arnold, mit Orchester. Columbia D 8499 (mx. L 224)
- Mutterherz. Lied (Ernst Arnold – Text: E. W. Spahn) Ernst Arnold, mit Orchester. Polydor 23 263 (mx. 889 BT)[24]
- Was hat der Bonzo wieder angestellt? Lied und Foxtrot (Ernst Arnold – Text: E. W. Spahn) Jazz-Orchester Ernst Holzer mit Refraingesang Fritz Imhoff. Polydor 23 282 / B 43 226 (mx. 939 BT), aufgen. 1930

Zusammenarbeit mit Hermann Leopoldi
- Ich bin ein unverbesserlicher Optimist. Foxtrot von Hermann Leopoldi und Robert Katscher. Text: Robert Katscher und Erwin W. Spahn. Saxophon-Orchester ,Dobbri’ mit Gesang: Max Mensing. Parlophon B.4487 (mx. 38 140) – Berlin 1929[25]
- Österreichische Fremdenverkehrs-Werbung. Potpourri (Hermann Leopoldi, Text: Erwin W. Spahn und Wauwau) Hermann Leopoldi, Humorist. HMV AN 597 (2 WX 182-III)[26]
- Mein Schatz ist ein Matrose. Foxtrot (Hermann Leopoldi, Text: Erwin W. Spahn) Saxophon-Orchester ‘Dobbri’ mit Gesang: Max Mensing, und Frauen-Terzett. Parlophon B.12 257-I (mx. 38 650)
- Mein Schatz ist ein Matrose. Foxtrot (Hermann Leopoldi, Text: Erwin W. Spahn) Tanz-Orchester Dajos Béla, mit Gesang: Alice Hechy und Männer-Chor. Odeon O-2939 b (Be 9027), aufgenommen in Berlin, August 1930[27]
- Das Töchterlein vom Herrn Pedell. Lied (Hermann Leopoldi, Text: Erwin W. Spahn) Ernst Davis, Tenor mit Klavierbegleitung. Odeon A 86 093 (Ve 1499)
- Deine Augen sind Magnete. Foxtrot (Hermann Leopoldi, Text: Erwin W. Spahn) Hermann Leopoldi singt und spielt. HMV AM 2230 (Bv 605), aufgenommen in Wien 1930
- Der Temperenzler (Hermann Leopoldi, Text: Erwin W. Spahn) Hermann Leopoldi singt und spielt. HMV AN 345 (CV 607), aufgenommen in Wien 1930
- Ich bleib’ in Wien! (Hermann Leopoldi, Text: Erwin W. Spahn) Hermann Leopoldi singt und spielt. HMV AM 3974 (OWX 197-II), aufgenommen in Wien 1932[28]
- Für 32 Groschen. Lied (Hermann Leopoldi, Text: Erwin W. Spahn) Hermann Leopoldi singt und spielt. HMV BA 395 (OWX 607-III), aufgenommen in Wien 1933
- Landsleit’! Stimmungs-Walzer (Musik: Hermann Leopoldi, Text: Erwin W. Spahn) Walter Simlinger, mit Dietrichs Schrammel-Quartett Wien. Parlophon B.49 367 (mx. 105.727) – ca. 1934

## Rezeption
In der Serie Babylon Berlin, Folge 1, ab 15:35 singt die Hauptfigur Charlotte Ritter zusammen mit ihrer Schwester Toni auswendig den Refrain des Liedes Deine Augen sind Magnete. Olaf Guercke sieht die Funktion des Lieders darin, dem gegenwärtigen Publikum „die Modernität und Unbeschwertheit der Weimarer Kultur als Antithese zur nationalsozialistischen Verwüstung nahezubringen“. Die Autoren zeigen damit, wie das humorvolle Lied „in einer Alltagssituation 1929 als Teil der Populärkultur seine Wirkung entfaltet“. So wird der Absicht der Nationalsozialisten entgegengewirkt, die mit der physischen Vernichtung von Spahn auch dessen Verankerung im kulturellen Gedächtnis zunichtemachen wollten.